# Aire libre
Pour l’article homonyme, voir Aire libre (homonymie).
Aire libre est une collection de bande dessinée faisant partie du catalogue de Dupuis, créée par Jean Van Hamme en 1988 alors qu’il était directeur éditorial. Elle est constituée d'histoires publiées en un à trois volumes. Elle résulte de la volonté de l'éditeur de se distinguer de sa production habituelle orientée plus jeunesse et humour par des albums plus matures.
- Haut – A
- B
- C
- D
- E
- F
- G
- H
- I
- J
- K
- L
- M
- N
- O
- P
- Q
- R
- S
- T
- U
- V
- W
- X
- Y
- Z
- 0-9

## Titres

### A
- Abymes, tome 1 de Griffo (dessin) et Valérie Mangin (scénario), 2013
- Abymes, tome 2 de  Loïc Malnati (dessin) et Valérie Mangin (scénario), 2013
- Abymes, tome 3 de Denis Bajram (dessin) et Valérie Mangin (scénario), 2013
- Adieu Kharkov de Catel (dessin), Claire Bouilhac (dessin) et Marie-Hélène Demongeot (scénario), 2015
- Agadamgorodok de Pierre Bailly (dessin) et Denis Lapière (scénario), 2003
- L'Âge d'or, volume 1 de Cyril Pedrosa (dessin) et Roxanne Moreil (scénario), 2018
- L'Aigle sans orteils de Lax, 2012
- Amère patrie (2 tomes) de Frédéric Blier (dessin) et Lax (scénario), 2007 et 2011, intégrale en 2018
- Ange-Marie d'Éric Stalner et Aude Ettori, 2005
- L'Assassin qui parle aux oiseaux (2 tomes) de Jean-Claude Servais, 2005, intégrale en 2013
- Azrayen'  (2 tomes) de Lax (dessin) et Frank Giroud (scénario), 1998 et 1999, intégrale en 2004

### B
- Le Bar du vieux Français (2 tomes) de Jean-Philippe Stassen (dessin) et Denis Lapière (scénario), 1992 et 1993, intégrale en 1999
- La Beauté à domicile de Jean-Claude Denis, 2004
- Le Bouddha d'Azur (édition intégrale) de Cosey, 2011

### C
- Le Camp-Volant de René Hausman, 2007
- Le Capitaine écarlate d'Emmanuel Guibert (dessin) et David B. (scénario), 2000
- Ce que le vent apporte de Jaime Martin, 2007
- Cézembre  (2 tomes) de Nicolas Malfin, 2012 et 2019
- Le Chalet bleu de Jean-Claude Servais, 2018
- Le Chant des baleines d'Edmond Baudoin, 2005
- Le Chanteur perdu de Tronchet, 2020
- Les Chasseurs de l'aube de René Hausman, 2003
- Le Château des ruisseaux de Frédéric Poincelet (dessin) et Vincent Bernière (scénario), 2012
- Chère Patagonie de Jorge González, 2012
- Les Chevaux du vent (2 tomes) de Jean-Claude Fournier (dessin) et Lax (scénario), 2008 et 2012, intégrale en 2017
- Chroniques absurdes (édition intégrale) de Miguelanxo Prado, 2016
- Chute de vélo d'Étienne Davodeau, 2004
- Cinq branches de coton noir de Steve Cuzor (dessin) et Yves Sente (scénario), 2018
- Clair-obscur dans la vallée de la lune de Fanny Montgermont (dessin) et Alcante (scénario), 2012
- Le Cœur en Islande (2 tomes) de Makyo, 1996 et 1998, intégrale en 2005
- Corps à corps de Grégory Mardon, 2004
- Le Coup de Prague de Miles Hyman (dessin) et Jean-Luc Fromental (scénario), 2017
- Le Croquemitaine (2 tomes) de Fabrice Lebeault (dessin) et Denis-Pierre Filippi (scénario), 2004 et 2006

### D
- Dalí de Edmond Baudoin, 2012 (Édité en collaboration avec le centre Pompidou)
- Déesse blanche, déesse noire (2 tomes) de Jean-Claude Servais, 2001 et 2002, intégrale en 2018
- Demi-tour de Frédéric Boilet (dessin) et Benoît Peeters (scénario), 1997
- Déogratias de Jean-Philippe Stassen, 2000
- Le Dernier brame de Jean-Claude Servais, 2011
- La Dernière des salles obscures  (2 tomes) de Paul Gillon (dessin) et Denis Lapière (scénario), 1996 et 1998, intégrale en 2005
- Le Diable des sept mers (2 tomes) de Hermann (dessin) et Yves H. (scénario), 2008 et 2009, intégrale en 2016
- Django Main de feu de Efa (dessin) et Salva Rubio (scénario), 2020

### E
- El Comandante Yankee de Gani Yakupi, 2019
- L'Encre du passé de Maël (dessin) et Antoine Bauza (scénario), 2009
- Les Enfants de Jean-Philippe Stassen, 2004
- L'Enragé (2 tomes) de Baru, 2004 et 2006, intégrale en 2010
- Les Equinoxes de Cyril Pedrosa, 2015
- Les Esclaves oubliés de Tromelin de Sylvain Savoia, 2015
- Les Essuie-glaces d'Edmond Baudoin, 2006
- Est-Ouest de Philippe Aymond (dessin) et Pierre Christin (scénario), 2018
- L'Exécution de Jean-Paul Dethorey, 1996

### F
- Fanchon de Jean-Claude Servais, 1998
- Fatale de Max Cabanes (dessin) et Doug Headline (scénario), 2014
- La Femme accident  (2 tomes) de Olivier Grenson (dessin) et Denis Lapière (scénario), 2008 et 2009, intégrale en 2017
- Féroces tropiques de Joe Guisto Pinelli (dessin) et Thierry Bellefroid (scénario), 2011
- La Fille aux ibis de Lax (dessin) et Frank Giroud (scénario), 1993
- La fille du professeur de Emmanuel Guibert (dessin), Joann Sfar (scénario), 2016
- Le Fils de l'ours  de Jean-Claude Servais, 2019
- La Flamme  de Jorge Gonzáles, 2020

### G
- Les Gens honnêtes (4 parties) de Christian Durieux (dessin) et Jean-Pierre Gibrat (scénario), 2008, 2010, 2014 et 2016 (4 tomes), intégrale en 2017
- Gisèle et Béatrice de Benoît Feroumont, 2013
- La Grande Odalisque de Jérôme Mulot, Florent Ruppert et Bastien Vivès, 2012
- La Guerre éternelle (3 tomes) de Marvano et Joe Haldeman, 1988 et 1989, intégrale en 2002
- Les Guerres silencieuses de Jaime Martin, 2013

### H
- Halona de Philippe Berthet, 1993
- Hélas de Rudy Spiessert (dessin) et Hervé Bourhis (scénario), 2010
- Hibakusha d'Olivier Cinna (dessin) et  Thilde Barboni (scénario), 2017
- Un Homme qui passe de Dany (dessin) et Denis Lapière (scénario), 2020
- Houppeland  (2 tomes) de Tronchet, 1997 et 1998, intégrale en 2003

### I
- Il était 2 fois Arthur de Grégoire Carlé (dessin) et Nine Antico (scénario), 2019
- L'Impertinence d'un été (2 tomes) de Ruben Pellejero (dessin) et Denis Lapière (scénario), 2009 et 2010, intégrale en 2017
- L'Insurrection, Tome 1 - Avant l'orage de Gawron (dessin) et Marzena Sowa (scénario), 2014
- Intempérie de Javi Rey (d'après le roman de Jesús Carrasco), 2017

### J
- Jacques Prévert n'est pas un poète de Christian Cailleaux (dessin) et Hervé Bourhis (scénario), 2017
- Jamais je n'aurai 20 ans de Jaime Martín, 2016
- Le Jardin des désirs de Will (dessin) et Stephen Desberg (scénario), 1989
- Le Jardin des glaces de Jean-Claude Servais, 2008
- Jimena  de Binsfeld (dessin) et Planque (scénario), 1992
- Jolies Ténèbres de Kerascoët (dessin) et Fabien Vehlmann (scénario), 2017 (réédition)
- Joyeux Noël, May ! de Cosey, 1995

### L
- Là-bas de Tronchet (dessin) et Anne Sibran (scénario), 2003
- Laïyna (édition intégrale) de René Hausman (dessin) et Pierre Dubois (scénario), 2001
- Les Larmes du seigneur afghan de Thomas Campi (dessin) et Vincent Zabus (scénario) et Pascale Bourgaux (scénario), 2014
- La Lecture des ruines de David B., 2001
- Les Longues traversées de Christian Cailleaux (dessin) et Bernard Giraudeau (scénario), 2011
- Louis le Portugais de Jean-Philippe Stassen, 1996
- Les Louves de Flore Balthazar, 2018
- Lova (2 tomes) de Jean-Claude Servais, 1992 et 1993, intégrale en 2000
- Luna Almaden de Clarke (dessin) et Denis Lapière (scénario), 2005
- Lune de guerre de Hermann (dessin) et Jean Van Hamme (scénario), 2013

### M
- Ma vie en l'air de Tronchet (dessin) et Anne Sibran (scénario), 2005
- Mademoiselle Baudelaire d'Yslaire (dessin et scénario), 2021
- Magnum Photos, Tome 1 - Omaha Beach, 6 juin 1944 de Dominique Bertail (dessin), Jean-David Morvan (scénario) et Séverine Tréfouël (scénario), 2014
- Magnum Photos, Tome 2 - Cartier-Bresson, Allemagne 1945 de Sylvain Savoia (dessin), Jean-David Morvan (scénario) et Séverine Tréfouël (scénario), 2016
- Magnum Photos, Tome 3 - McCurry, NY 11 septembre 2001 de Jung Gi Kim (dessin), Jean-David Morvan (scénario) et Séverine Tréfouël (scénario), 2016
- Magnum Photos, Tome 4 - Mohamed Ali, Kinshasa 1974 de Rafael Ortiz (dessin) et Jean-David Morvan (scénario), 2019
- Un Maillot pour l'Algérie de Javi Rey (dessin),  Bertrand Galic (scénario) et Kris (scénario), 2016
- Une Maison de Frank L. Wright de Cosey, 2003
- Marzi, une enfance polonaise 1984-1989 (édition intégrale) de  Sylvain Savoia (dessin) et Marzena Sowa (scénario), 2014
- Le Meilleur ami de l'homme de Nicoby (dessin) et Tronchet (scénario), 2017
- La Mémoire des pierres de René Hausman (dessin), Nathalie Troquette (scénario) et Robert Reuchamps (scénario), 2017
- Midi-minuit de Massimo Semerano (dessin) et Doug Headline (scénario), 2018
- Minik de Richard Marazano (scénario) et Hippolyte (dessin), 2008
- Missié Vandisandi de Hermann, 1991
- Monsieur Noir (2 tomes) de Griffo (dessin) et Jean Dufaux (scénario), 1994 et 1996, intégrale en 1999
- Muchacho (2 tomes) d'Emmanuel Lepage, 2004 et 2006, intégrale en 2012

### N
- Nada de Max Cabanes (dessin et scénario) et Doug Headline (scénario), 2018
- Les Nymphéas noirs de Didier Cassegrain (dessin), Fred Duval (scénario adapté de Michel Bussi), 2019

### O
- L'Oiseau noir de Jean-Paul Dethorey (dessin) et Serge Le Tendre (scénario), 1992
- On a tué Wild Bill de Hermann, 1999
- Orchidea de Cosey, 1990
- Les Oubliés d'Annam (2 tomes) de Lax (dessin) et Frank Giroud (scénario), 1990 et 1991, intégrale en 2000

### P
- Le Passage de Vénus (2 albums) de Jean-Paul Dethorey (dessin) et Jean-Pierre Autheman (scénario), 1999 et 2000
- Le Passeur de Hermann (dessin) et Yves H. (scénario), 2016
- Pauvre Jean-Pierre de Grégory Mardon, 2017
- Petit Pays, adaptation du roman de Gaël Faye, scénario de Gaël Faye et Marzena Sowa, dessin de Sylvain Savoia, 2024
- Le Peuple des endormis (2 albums) de Tronchet (dessin et scénario) et Frédéric Richaud (scénario),  2006 et 2007
- Le Photographe (3 tomes) d'Emmanuel Guibert (dessin), Didier Lefèvre (scénario) et Frédéric Lemercier (couleur et maquette), 2003, 2004 et 2006, intégrale en 2008
- Le Piège malais de Conrad, 1999
- Piscine Molitor de Hervé Bourhis (scénario) et Christian Cailleaux (dessin), 2014
- Plus près de toi, tome 1 de Jean-Claude Fournier (dessin) et Kris (scénario), 2017
- La Porte au ciel (2 tomes) d'Eugenio Sicomoro (dessin) et Makyo (scénario), 2008 et 2014
- Portrait d'un buveur d'Olivier Schrauwen, Florent Ruppert, Jérôme Mulot (scénario et dessin). 2019
- Portugal de Cyril Pedrosa, 2011
- Pourquoi les baleines bleues viennent-elles s'échouer sur nos rivages ? d'Emmanuel Moynot, 2006
- Prestige de l'uniforme de Hugues Micol (dessin) et Loo Hui Phang (scénario), 2016
- Prévert, inventeur de Christian Cailleaux (dessin) et Hervé Bourhis (scénario), 2014
- Le Prince des écureuils de René Hausman et Yann, 1998
- La Princesse du sang (2 tomes) de Max Cabanes (dessin) et Jean-Patrick Manchette (scénario), 2009 et 2011, intégrale en 2015
- Prosopopus de Nicolas de Crécy, 2009

### Q
- Quelques jours ensemble de Fanny Montgermont (dessin) et Alcante (scénario), 2008
- Quelques mois à l'Amélie de Jean-Claude Denis, 2008

### R
- Rampokan (édition intégrale) de Peter Van Dongen, 2018
- Le Réducteur de vitesse de Christophe Blain, 1999
- Rencontre sur la Transsaharienne de Sébastien Verdier (dessin) et Pierre Christin (scénario), 2014
- Retour au Kosovo de Jorge González (dessin) et Gani Jakupi (scénario), 2014
- Les Rêves de Milton (2 tomes) de Maël (dessin), Frédéric Féjard (scénario) et Sylvain Ricard (scénario), 2005 et 2006, intégrale en 2011
- Rose d'Elisabethville de Séraphine (dessin) et Thilde Barboni (scénario), 2010

### S
- S.O.S. Bonheur (3 tomes) de Griffo (dessin) et Jean Van Hamme (scénario), 1988 et 1989, intégrale en 2001
- S.O.S. Bonheur, saison 2 (2 volumes) de Griffo (dessin) et Stephen Desberg (scénario), 2017 et 2019
- Saigon - Hanoï de Cosey, 1992
- Les Sales petits contes (Contes saumâtres) (édition intégrale) de collectif (dessin) et Yann (scénario), 2018
- Salvatore (édition intégrale) de Nicolas de Crécy, 2015
- Sarajevo-Tango de Hermann, 1995
- Sarane de Lax, 2009
- Les Sept Nains de Marvano, 1993
- Soleil cou coupé de Lax (dessin) et Bertois (scénario), 1995
- Sortilèges et méchanteries (édition intégrale reprenant "Les trois cheveux blancs" et "Le prince des écureuils") de René Hausman (dessin) et Yann (scénario), 2017
- Stalingrad Khronika  (2 tomes) de Franck Bourgeron (dessin) et Sylvain Ricard (scénario), 2011 et 2013, intégrale en 2013
- Stevenson, le pirate intérieur de René Follet (dessin) et Rodolphe (scénario), 2013
- Sur la route de Selma de Philippe Berthet (dessin) et Philippe Tome (scénario), 1998
- Le Sursis (2 tomes) de Jean-Pierre Gibrat, 1997 et 1999, intégrale en 2008

### T
- Taïga Rouge, première partie de Vincent Perriot (dessin) et Arnaud Malherbe (scénario), 2008
- La Technique du périnée, Jérôme Mulot & Florent Ruppert (dessin et scénario), 2014
- La Terre sans mal d'Emmanuel Lepage (dessin) et Anne Sibran (scénario), 1999
- Thérèse de Jean-Philippe Stassen, 1999
- Le Tour de valse de Ruben Pellejero (dessin) et Denis Lapière (scénario), 2004
- Toute la poussière du chemin de Jaime Martin (dessin) et Wander Antunes (scénario), 2010
- Trilogie avec dames (édition intégrale reprenant les 3 albums «Le jardin des désirs», «La 27e lettre» et «L'appel de l'enfer») de Will (dessin) et Stephen Desberg (scénario), 2007
- Trois artistes à Paris de Oscar Zarate (dessin) et Carlos Sampayo (scénario), 2006
- Les Trois cheveux blancs de René Hausman (dessin) et Yann (scénario), 1993
- Trois pas vers la couleur de Edmond Baudoin (scénario et dessin) et Céline Wagner (scénario), 2013

### U
- Un peu avant la fortune de Philippe Dupuy & Charles Berberian (dessin) et Jean-Claude Denis (scénario), 2008
- Un peu de fumée bleue... de Ruben Pellejero (dessin) et Denis Lapière (scénario), 2004

### V
- La Veuve blanche de Paul Gillon, 2002
- Vitesse moderne de Blutch, 2002
- Le Vol du corbeau (2 tomes) de Jean-Pierre Gibrat, 2002 et 2005, intégrale en 2011
- Le Voyage en Italie (2 tomes) de Cosey, 1988, intégrale en 1997

### W
- Les Week-ends de Ruppert & Mulot de Florent Ruppert et Jérôme Mulot (dessin et scénario), 2016

### Y
- Les Yeux dans le mur d'Edmond Baudoin (dessin et scénario) et Céline Wagner (scénario), 2003

### Z
- Zeke raconte des histoires de Cosey, 1999
- Zhong Guo de Hermann (dessin) et Yves H. (scénario), 2003
- Zoo (3 tomes) de Frank (Pé) (dessin) et Philippe Bonifay (scénario), 1994, 1999, 2007, intégrale en 2011
- Zoo, la visite de Frank (Pé) (dessin) et Philippe Bonifay (scénario), 2009

### 0-9
- 12 Pilotes de Denis Sire (dessin) et Jean-Marc Thévenet (scénario), 2014
- La 27e Lettre de Will (dessin) et Stephen Desberg (scénario), 1990